# Tozawa Masamori
Masamori Tozawa (Tozawa Masamori (戸沢政盛?)) (1585 – 16 marzo 1648) è stato un guerrigliero giapponese.Apparteneva al Clan Tokugawa durante il periodo Azuchi-momoyama. Era figlio di Tozawa Moriyasu. Masamori appoggiò i Tokugawa durante la campagna di Sekigahara nel 1600. Masamori si trasferì nella prefettura di Dewa nel 1622